# RTON Góra św. Marcina
RTON Góra Świętego Marcina (Radiowo-Telewizyjny Ośrodek Nadawczy Góra Świętego Marcina) – obiekt nadawczy usytuowany na Górze Świętego Marcina. Zbudowano go w roku 1960.

## Historia
Historia obiektu sięga roku 1960, kiedy na górze Świętego Marcina, obok zabytkowego kościoła Świętego Marcina, utworzona została Stacja Linii Radiowych. Początkowo wyposażona była w prowizoryczny maszt, który z czasem zastąpiony został przez 42-metrową konstrukcję z przedwojennej radiostacji krakowskiej w Dębnikach. W pierwszym okresie działalności wszystkie urządzenia nadawcze znajdowały się na plebanii, nowy budynek na potrzeby ośrodka wybudowany został w roku 1974. W latach 1984–1987 wybudowano nową wieżę antenową o wysokości 90 metrów.

## Parametry
- Wysokość zawieszenia systemów antenowych: Radio: 72, 75, 90, TV: 42, 85 m n.p.t.

## Transmitowane programy

### Programy telewizyjne
Programy telewizji analogowej wyłączone 22 kwietnia 2013 r.
| LP | Program             | Właściciel                               | Kanał | Częstotliwość | Moc nadajnika | Kierunek |
| -- | ------------------- | ---------------------------------------- | ----- | ------------- | ------------- | -------- |
| 1  | TVP2                | Telewizja Polska S.A.                    | 22    | 479,25 MHz    | 20 kW         | ND       |
| 2  | TVP Info/TVP Kraków | Telewizja Polska S.A. Oddział w Krakowie | 57    | 759,25 MHz    | 30 kW         | ND       |
| 3  | Polsat              | Telewizja Polsat Sp. z o.o.              | 60    | 783,25 MHz    | 30 kW         | D        |
| 4  | TVN                 | TVN S.A.                                 | 35    | 583,25 MHz    | 10 kW         | D        |

### Programy radiowe
| LP | Program                     | Właściciel                                                           | Częstotliwość | Moc nadajnika | Uwagi                                                    |
| -- | --------------------------- | -------------------------------------------------------------------- | ------------- | ------------- | -------------------------------------------------------- |
| 1  | RMF FM                      | Radio Muzyka Fakty Sp. z o.o.                                        | 95,4 MHz      | 2,6 kW        |                                                          |
| 2  | Program IV Polskie Radio 24 | Polskie Radio S.A.                                                   | 99,9 MHz      | 2,5 kW        | (tłumienie w stronę Krakowa ze względu na Radio Bielsko) |
| 3  | Radio Kraków                | Polskie Radio – Regionalna Rozgłośnia w Krakowie „Radio Kraków” S.A. | 101,0 MHz     | 10 kW         |                                                          |

### Programy telewizyjne – cyfrowe
| Multipleks       | Częstotliwość | Kanał | Moc nadajnika | Polaryzacja | Kompresja |
| ---------------- | ------------- | ----- | ------------- | ----------- | --------- |
| MUX 1            | 666 MHz       | 45    | 50 kW         | pozioma     | MPEG-4    |
| MUX 2            | 490 MHz       | 23    | 45 kW         | pozioma     | MPEG-4    |
| MUX 2            | 594 MHz       | 36    | 22 kW         | pozioma     | MPEG-4    |
| MUX 3 (Kraków)   | 706 MHz       | 50    | 50 kW         | pozioma     | MPEG-4    |
| MUX 3 (Rzeszów)  | 514 MHz       | 26    | 5 kW          | pionowa     | MPEG-4    |
| MUX 4 TV Mobilna | 570 MHz       | 33    | 3 kW          | pozioma     | MPEG-4    |
| MUX 8            | 191,5 MHz     | 7     | 3 kW          | pozioma     | MPEG-4    |